# Близнята ще зустрінуться
Близнята ще зустрінуться — друга п'єса Ігоря Костецького, перша версія якої була написана 1947 року, а фінальна — опублікована 1963-го в збірці «Театр перед твоїм порогом» (разом із «Дійством про велику людину» і «Спокуси несвятого Антона»).  
Більшість дослідників розглядають п'єсу як «драма абсурду». Сам Ігор Костецький визначив жанр свого драматичного твору як «п'єса в масках». П'єсу вважають одним із найважливіших драматичних творів доби МУРу. 

## Історія написання
Ігор Костецький написав п'єсу протягом трьох ночей, перебуваючи на лікуванні в реґенбурзькому шпиталі 1947 року. Про це він згадує у передмові до збірки драм «Театр перед твоїм порогом». Уже на початку осені того ж року автор переробив більшість діалогів свого драматичного тексту.
Уперше драматург прочитав свою п'єсу 6 листопада 1947 року на конференції Мистецького українського руху. Вона відбувалася в місті Майнц-Кастелі (Німеччина) і була присвячена драматургії. 

## Дійові особи

Ігор Костецький, автор п'єси

Дійовими особами «Вистави в масках» є:
- Пролог (Розпорядник балю);
- Тереса;
- Полковник;
- Святослав Тогобочний;
- Святослав Тутешній;
- Петро Тогобочний;
- Петро Тутешній;
- Пари на балі.

## Сюжет
Під час Другої світової війни, коли місто перебуває в окупації, відбувається бал у масках. На маскараді Тереса повинна зустрітися зі своїм коханим Святославом — підпільником-революціонером. Він же має намір перевірити, чи кохає насправді його дівчина, тому домовляється зі своїм братом-близнюком про «підміну масок».

## Особливості п'єси

### Питання мови
Із-поміж проблем у драматичному творі — мовне. У тексті наявні дебати кількох персонажів щодо форми певних мовних конструкцій. Ідеться про калькування іноземних мов, що, на думку Світлани Матвієнко, стосується проблеми наявності в одній свідомості голосу свідомості чужої.
|  | ПЕТРО ТУТЕШНІЙ. Маєте рацію. Але ми маємо зустрітися як суперники. Так після мене. ПЕТРО ТОГОБОЧНИЙ. Як то після вас? ПЕТРО ТУТЕШНІЙ. Ну — на мою думку. ПЕТРО ТОГОБОЧНИЙ. Ага, на вашу думку. Я щось чув про такий вираз. Це після вас Шевченко найбільший поет України? ПЕТРО ТУТЕШНІЙ. Овшім, овшім. Але не від речі буде пригадати і вам деякі ваші провінціоналізми. ПЕТРО ТОГОБОЧНИЙ. Ви хочете сказати: до речі? |

### Двійництво й мотив не-цілісності особистості
Однією з особливостей творів Ігоря Костецького Світлана Матвієнко називає наявність парних персонажів. У драмі «Близнята ще зустрінуться»  натрапляємо не лише на безіменні пари, які танцюють. Самі головні персонажі «спаровані». Святослав Тогобочний має свого «тезку» Святослава Тутешнього. Окрім того, він має «побратима та однодумця» Петра Тогобочного. Відповідно Святослав Тутешній «парується» зі Святославом Тогобочний і водночас із Петром. Персонажі Ігоря Костецького не можуть обійтися без своїх пар, адже ця особливість забезпечує їм можливість бути самими собою.
Попри зовнішню подібність, персонажі п'єси абсолютно різні. Вони символізують дві складові сутності людини: зовнішнє життя й внутрішні поривання. Святослав Тогобочний і Святослав Тутешній — брати-близнюки , яких розділили в дитинстві. У тексті вони представляють дві протилежні ідеології — вбивства заради ідеї та неприпустимості будь-якого вбивства.

### Ефект сценічної ілюзії
У п'єсі театральний простір — вигідне місце для авторського експерименту. Завдяки театру Ігор Костецький досягає ефекту присутності в одному персонажеві одночасно кількох особистостей. Окрім того, ефект сценічної ілюзії в п'єсі постійно то руйнується, то знову відтворюється. «Багаторазове кодування» простору в результаті ускладнює текст, за допомогою чого стає складно встановити, кому з персонажів належить те чи те висловлювання.
|  | ...ах, вивчіть мою душу! Бачите, як воно не справедливо. Якби я була дійова особа у п'єсі, то акторка, що грала б мене, неодмінно говорила таким голосом: ах, вивчіть мою душу! Але так справді не є. Ви чуєте, я говорю до вас цілковити по-людськи: вивчіть мою душу... |

## Наукові дослідження п'єси
На матеріалі драматичного твору «Близнята ще зустрінуться» Ольга Бурко виокремила низку маркерів постмодерної драматургії:
- постмодерна авторська жанрова дефініція;
- наявність стороннього коментування сценічної дії та авторських інтенцій;
- розмивання основного сюжету п'єси субтекстом;
- декларування «культу повсякденності»;
- мова загадок і відгадок, містифікація і різнорівнева гра;
- сегментація, тиражування реальності;
- постулювання кризи сучасного театру, що прагне долати цю кризу через ускладнення театральних і навіть кінематографічних кодів й апелювання до «театру в театрі»;
- артикульована втеча Автора з Театру;
- пропозиція цілісної смислової моделі постмодерної п'єси.

Олександра Вісич здійснила метадраматичний аналіз п'єси. Науковиця зауважила, що Розпорядник балю в тексті уособлює низку функцій: конферансьє, актора, драматурга й режисера. Мотив двійництва, на її думку, постає як квадрига, а самі персонажі розігрують  сюжет «Коломбіна-П'єро-Арлекін». Обмін масками й одягом же провокують внутрішню порожнечу персонажів п'єси. Відкритий фінал драматичного тексту Олександра Вісич розглядає як ідею життя як жарту, гри, а людей — як маріонеток у руках ляльководів.

## Реакція на п'єсу
Після публічного прочитання п'єси, з'явилася низка позитивних відгуків на драматичний текст. Зокрема 1947 року польський критик Віктор Подольський опублікував схвальний матеріал у газеті «Kronika». Німецька газета «Час» (Фюрт) назвала п'єсу свіжою й цікавою.
|  | Може вперше письменникові пощастило знайти в цій п'єсі те, чого йому ввесь час бракувало: почуття міри і володіння виразним гострим сюжетом. На традиційному від Плявта й Шекспіра сюжеті про двох близнят, перенесеному в романтичні обставини українського підпілля часів німецької окупації, письменник у незвичайно легкому діялозі ставить проблеми нашої доби. |

Професор Валентин Гаєвський у тижневику «Неділя» за листопад 1947 року написав:
|  | Автор по-акторськи прочитав свою ориґінальну п'єсу. Тло – масковий баль під новий рік під час окупації. Борючись проти засилля літератури в театрі, Костецький для ідейного зерна своїх «Близнят» – право 148 на вбивство людини в інтересах батьківщини – використовує все багатство театральної спадщини: тут і інтермедії, і піранделлівська гра в театр, і ще Плявтом та Шекспіром використана ситуація близнят з їх неймовірною подібністю, яка викликає плутанину. Але, захопившись інтриґою, театральним загостренням п'єси, автор блідо розгорнув ідейне ядро свойого твору. Воно затушкувалося й відійшло на задній плян. Процес кристалізації шукань та експериментаторства Костецького дав тут свої позитивні наслідки. П'єса ясна в своїх лініях і задумі, – вона струнка будовою, напружена інтриґою, має легкі, шліфовані діялоги, викликає увагу та зацікавлення. |

## Публікації
- Близнята ще зустрінуться // Арка, 1948. Ч. 2. с. 40-47
- Близнята ще зустрінуться // Театр перед твоїм порогом, 1963. с. 115-166
- Близнята ще зустрінуться // Близнята ще зустрінуться. Антологія драматургії української діяспори, 1997. с. 189-252.